# MTV Music Quiz
MTV Music Quiz war eine Sendung des Musiksenders MTV aus dem Jahr 2009. Ein Quiz hatte eine Laufzeit von einer Stunde (inklusive Werbung). Eine Ausgabe hatte zumeist eine Laufzeit von 2 Stunden und enthielt 2 Quizabschnitte. Die letzte Ausgabe wurde am 17. September 2009 ausgestrahlt.

## Ablauf
Es wurden verschiedene Musikvideos, meist aus den aktuellen Musikcharts, gespielt. Gleichzeitig wurden am unteren Bildschirmrand Quizfragen zu dem aktuell laufenden Musikvideo oder dessen Interpreten eingeblendet. Die Zuschauer hatten die Möglichkeit, die Fragen per SMS zu beantworten, die Kosten hierfür beliefen sich auf 1,99 Euro einmalig pro Quiz und zusätzlich für jede abgesendete Antwort die netzinternen Kosten einer SMS. Am Ende jedes Clips wurde eine Übersicht über den aktuellen Punktestand eingeblendet und am Ende jedes Quiz das Komplettranking.